# Djebel Ressas

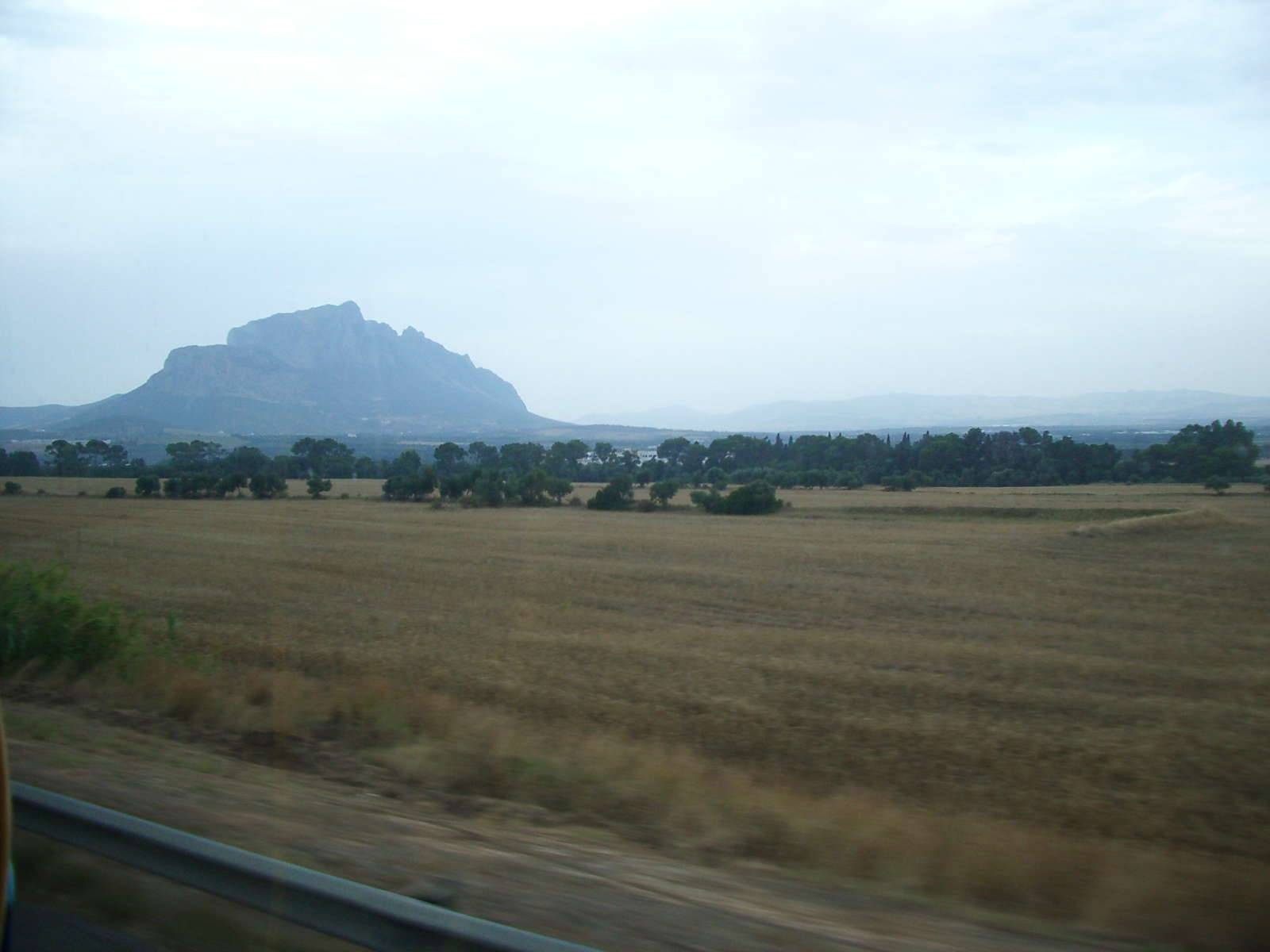
Djebel Ressas

El Djebel Ressas (La muntanya de plom) és un massís muntanyós de la governació de Ben Arous, a Tunísia, situat prop de la costa sud del golf de Tunis, del qual està separada pel Djbel Bou Kornine. És una formació calcària del juràssic amb un punt culminant a 795 metres. Enllaça al sud amb el Djebel Marchana. Al vessant nord hi ha la vila de Mornag i al sud Khanguet El Hadjaj. En aquest lloc foren derrotats dels mercenaris cartaginesos revoltats (i els seus aliats númides) per Amilcar, que va salvar Cartago de la seva destrucció; uns 40000 presoners foren executats. Actualment constitueix una reserva natural declarada pel govern tunisià.